# Uropsila
Genre
Uropsila est un genre monotypique de passereaux de la famille des Troglodytidae. Il se trouve à l'état naturel en Amérique centrale.

## Liste des espèces
Selon la classification de référence du Congrès ornithologique international (version 8.1, 2018) :
- Uropsila leucogastra (Gould, 1837) — Troglodyte à ventre blanc
  - Uropsila leucogastra brachyura (Lawrence, 1887)
  - Uropsila leucogastra centralis Phillips, AR, 1986
  - Uropsila leucogastra leucogastra (Gould, 1837)
  - Uropsila leucogastra pacifica (Nelson, 1897)
  - Uropsila leucogastra restricta Phillips, AR, 1986